# Xiangtangshan-Grotten
Xiangtangshan-Grotten (chinesisch 响堂山石窟, Pinyin Xiǎngtángshān Shíkū, englisch Xiangtangshan Grottoes) ist eine Sammelbezeichnung für mehrere buddhistische Höhlentempel in Handan 邯郸, Provinz Hebei, China, aus der Zeit der Östlichen Wei- und Nördlichen Qi- bis zur Yuan-Dynastie. Die frühesten wurden in der Regierungsepoche Gao Yang (550-559) des Kaisers Wenxuan der Nördlichen Qi-Dynastie gegraben, mit späteren Ergänzungen. In den Felshöhlen der drei Stätten von Nanxiangtang 南响堂, Beixiangtang 北响堂 und Xiaoxiangtang 小响堂 sind bedeutende buddhistische Skulpturen erhalten.
Seit 1961 stehen die Stätten der Xiangtangshan-Grotten auf der Liste der Denkmäler der Volksrepublik China in Hebei (1-40).